# Martin Bogdahn
Martin Bogdahn (* 1936 in Elbing in der Provinz Ostpreußen) ist ein deutscher evangelischer Theologe und Liedtexter.

## Leben
Martin Bogdahn besuchte die Grundschulen in Elbing und Hof an der Saale. An der Oberrealschule in Hof schloss er seine schulische Laufbahn mit dem Abitur 1956 ab. Er studierte Theologie an der Augustana-Hochschule in Neuendettelsau, sowie in Anschluss in Berlin, Erlangen und Heidelberg 1967 wurde er Pfarrer an der Münchner Christuskirche. Im Jahr 1978 wurde er Pfarrer an der Kreuzkirche in München. 1985 wurde er Beauftragter für Rundfunk und Fernsehen der Evangelisch-Lutherischen Kirche in Bayern, später Vizepräsident der Landessynode und 1990 Oberkirchenrat des Kirchenkreises München und Regionalbischof und 1997 ständiger Vertreter des Landesbischofs. Seinen Ruhestand trat er 2001 an.

## Lieder
Bogdahn war auch Liedtexter für kirchliche Lieder. So stammen die Texte von Jetzt fangen wir zum Singen an und Ich glaube fest, dass alles anders wird von ihm, die im Evangelischem Gesangbuch enthalten sind.

## Werke (Auswahl)
- Die Rechtfertigungslehre Luthers im Urteil der neueren katholischen Theologie.  ISBN 978-3-525-56519-3.
- Ich habe das Schreien meines Volkes gehört. Claudius-Verlag, München 1990, ISBN 978-3-532-62096-0.